# (1276) Ucclia
(1276) Ucclia ist ein Asteroid des Hauptgürtels, der am 24. Januar 1933 vom belgischen Astronomen Eugène Joseph Delporte in Ukkel entdeckt wurde. 
Der Name ist abgeleitet vom Standort der königlichen Sternwarte, an welcher der Asteroid entdeckt wurde.